# NGC 957
NGC 957 è un piccolo ammasso aperto visibile nella costellazione di Perseo.

## Osservazione

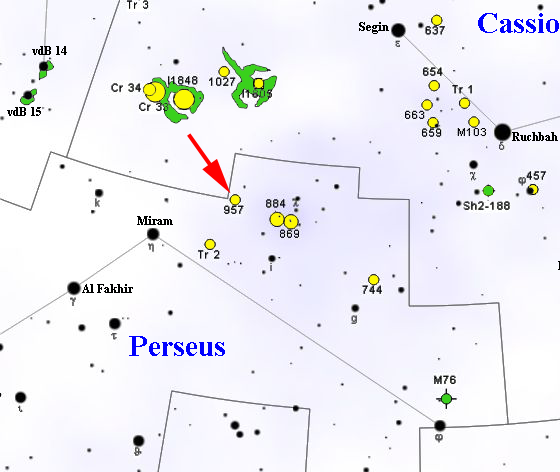
Mappa per individuare NGC 957.

Si individua nella parte nordoccidentale della costellazione, a circa 1,5° in direzione est rispetto al famoso Ammasso Doppio di Perseo; giace in un campo stellare fortemente oscurato da polveri interstellari e ciò contribuisce a renderlo più staccato rispetto al fondo cielo. Attraverso un binocolo 10x50 sono visibili due stelle di magnitudine 8 attorno alle quali si concentra una leggera nebulosità; con un telescopio da 100mm si possono risolvere una quindicina di stelle fino alla magnitudine 12, situate prevalentemente a nord delle due stelle più luminose. Strumenti da 200mm permettono di individuare ulteriori componenti, ma a ingrandimenti troppo spinti l'oggetto appare disperso.
La declinazione fortemente settentrionale di quest'ammasso favorisce notevolmente gli osservatori dell'emisfero nord, da cui si presenta circumpolare fino alle latitudini medio-basse; dall'emisfero australe d'altra parte resta piuttosto basso e non è osservabile dalle aree lontane dalla zona tropicale. Il periodo migliore per la sua osservazione nel cielo serale è quello compreso fra ottobre e marzo.

## Storia delle osservazioni
NGC 957 venne individuato per la prima volta da John Herschel nel 1831 attraverso il telescopio riflettore da 18,7 pollici appartenuto a suo padre William; egli lo inserì poi nel suo General Catalogue of Nebulae and Clusters col numero 553.

## Caratteristiche
NGC 957 è un ammasso poco popolato e scarsamente concentrato; la sua distanza è stimata attorno ai 1815 parsec (5920 anni luce) e ricade così sul bordo interno del Braccio di Perseo, nella stessa regione in cui si trova il grande sistema di nebulose di IC 1805 e IC 1848, l'Ammasso Doppio e numerose stelle giovani e brillanti appartenenti ad alcune associazioni OB.
Tutti gli studi concordano nell'assegnare a quest'oggetto un'età molto giovane; secondo alcuni si sarebbe formato circa 11 milioni di anni fa, mentre secondo altri la sua formazione non deve risalire a più di 4 milioni di anni fa. Esso contiene diverse stelle blu massicce, fra le quali spiccano due stelle Be, in procinto di lasciare la fase di sequenza principale per evolversi verso lo stadio di gigante; Il suo diametro reale corrisponde a circa 4,4 parsec.
Ricerche svolte al fine di individuare stelle variabili in direzione di quest'ammasso hanno permesso di scoprire 10 binarie a eclisse, 3 variabili pulsanti e 1 variabile semiregolare; fra queste, soltanto una delle variabili a eclisse con corto periodo sembra appartenere fisicamente all'ammasso.